# Tommaso Portinari
Tommaso Portinari (1424?-1501) era un banquer italià de la Banca Medici a Bruges. Fou un membre d'una prominent família florentina, originària de Portico di Romagna, proper de Forlì; dins la família hi havia la que va ser musa de Dante, Beatrice Portinari. El seu pare va ser director de la banca Mèdici, i després de la seva mort el 1421, Tommaso i els seus germans orfes van ser adoptats i educats a la casa de Cosme de Mèdici. És recordat per l'encàrrec de dues pintures a pintors primitius flamencs. En la cultura popular Portinari apareix com a personatge secundari de la novel·la Niccolò Rising (1986), de Dorothy Dunnett, on és un dels ajudants de banquers de Bruges el 1459. Un estruç destinat com a regal ducal se li menja els anells dels seus dits.
Portinari va ser un empleat de la sucursal a Bruges (de la banca Mèdici durant un llarg període) més de 25 anys, però mai va passar de director adjunt i gestor de negocis, aparentment per decisió de Cosme el Vell, qui no hi va confiar en ell. Després de la mort de Cosimo, esdevingué accionista i director general en la branca a l'edat de 40. (Els seus germans feia temps que havien estat directors de la sucursal de Milà del banc). Quan la influència de Francesco Sassetti va eliminar la prohibició de concedir préstecs a llarg termini a funcionaris seculars el 1471, Portinari va utilitzar la seva posició per fer préstecs sense garantia, a llarg termini i molt arriscats a Carles el Temerari, uns préstecs que mai van ser tornats i varen suposar fortes pèrdues pel banc. Inicialment va prestar 6.000 groat, més de dues vegades el capital total de la sucursal; el préstec només va créixer en deute, fins que va arribar a ser de 9.500 groat el 1478. En correspondència pels seus bons serveis, Portinari va esdevenir conseller favorit de Carles el Temerari. A la mort d'aquest últim en una batalla, el préstec va ser, essencialment, caigut en fallida. A més, una bona part dels diners va ser llançada a les escombraries quan es va prestar a l'Arxiduc Maximilià d'Àustria, el successor de Carles. Una petita part d'aquest préstec va ser finalment retornada.
Va ser demandat en Ruffini vs. Portinari el 1455, un dels primers casos legals de separació de societats i responsabilitat legal: va ser demandat pel milanès Damiano Ruffini per "embalatge defectuós de nou fardells de llana comprats pel demandant de la branca de Mèdici a Londres". L'acusat va assenyalar que les bales no pertanyien a la branca de Bruges i que el demandant havia de reclamar contra la sucursal de Londres. Portinari va testificar que les dues branques eren legalment i comercialment separades, aparentment persuadint el jutge que va rebutjar la demanda de Ruffini, però va reconèixer el seu dret a demanar al gerent de la sucursal de Londres.
Quan va arribar al cim de la seva carrera, es va immortalitzar en pintures religioses. Una d'elles, el Retaule de Portinari, es pot veure actualment a Florència. Encarregant-lo, es podia comparar amb el seu predecessor a la sucursal de Bruges, Angelo Tani. També es considera que va encarregar El Judici Final, de Hans Memling, on l'ànima del pecador que s'està pesant en la bàscula de sant Miquel és de fet un retrat de donant de Portinari. Aquesta pintura, destinada a una església florentina, va ser segrestat per pirates del mar Bàltic, un fet que va comportar un llarg plet contra la Lliga Hanseàtica per obligar-los a la seva devolució. Ell i la seva dona, Maria Baroncelli, són retratats com a donants en escenes de la pintura de c.1470 feta per Hans Memling, Escenes de la Passió de Crist, actualment a la Galeria Sabauda de Torí.
Els problemes financers amb la venda d'alum del càrtel conjunt Papat-Mèdici i les males inversions, com dues galeres que es varen enfonsar o van ser capturades pels corsaris, juntament amb les liquidació pendents dels mals préstecs a Carles el Temerari, van causar que els Mèdici finalment renunciessin a Bruges el 1478, quan varen dissoldre de forma unilateral l'associació. Portinari va ser acomiadat i van començar temps durs. Va fer una reaparició intermediant com a diplomàtic (implicat, per exemple, a l’Intercursus Magnus).
Irònicament, la major utilitat del fet de ser diplomàtic va ser que podia retornar a casa seva a Florència sense ser empresonat per deutor. Els seus intents per començar el seu propi banc varen fallar; els seus antics serveis als Mèdici i al Duc de Borgonya van ser oblidats, i va morir com un indigent a l'Hospital de Santa Maria Nuova, que el seu avantpassat Folco di Ricovero Portinari havia fundat el 1288. El seu estat era tan pobre i els seus negocis eren tan dubtosos que el seu fill hereu es va negar a rebre l'herència, a fi d'evitar qualsevol possibles deutes pendents.